# 헤글리그
헤글리그(Heglig)는 수단의 남쿠르두판 주에 위치한 남수단과 분쟁을 겪고 있는 작은 마을이다. 남수단 측은 헤글리그가 자국의 와랍 주에 포함되어 있다고 영유권을 주장하고 있다. 2012년 4월 중순 남수단군(수단 인민 해방군)은 수단에서 헤글리그 유전을 탈취했고 석유가 풍부한 헤글리그 일대를 점령했다. 수단 측은 무력으로 헤글리그를 되찾으려 했지만, 남수단군은 점령한 지 10일 만에 자발적으로 철수했다.

## 같이 보기
- 남수단의 경제